# FC Viktoria Plzeň
Football Club Viktoria Plzeň, a.s. (Viktoria Plzeň) är en tjeckisk fotbollsklubb från staden Plzeň, som spelar i den högsta inhemska ligan; Gambrinus liga. Klubben bildades 1911, och spelar sina hemmamatcher i Stadion města Plzně.

## Historiska namn
Klubben har gått under flera olika titlar genom åren sedan laget bildades år 1911.
| År   | Kortnamn             | Fullständigt namn                                             |
| ---- | -------------------- | ------------------------------------------------------------- |
| 1911 | SK Viktoria Plzeň    | Sportovní klub Viktoria Plzeň                                 |
| 1949 | Sokol Škoda Plzeň    |                                                               |
| 1952 | Sokol ZVIL Plzeň     | Sokol Závody Vladimíra Iljiče Lenina Plzeň                    |
| 1953 | DSO Spartak LZ Plzeň | Dobrovolná sportovní organizace Spartak Leninovy závody Plzeň |
| 1962 | TJ Spartak LZ Plzeň  | Tělovýchovná jednota Spartak Leninovy závody Plzeň            |
| 1965 | TJ Škoda Plzeň       | Tělovýchovná jednota Škoda Plzeň                              |
| 1993 | FC Viktoria Plzeň    | Football Club Viktoria Plzeň, a.s.                            |